# Aldo Scaramucci
Aldo Scaramucci (Montevarchi, 24 febbraio 1933 – Montevarchi, 10 gennaio 2014) è stato un calciatore italiano, di ruolo mediano.

## Carriera
Nato a Montevarchi nel 1933, era soprannominato "Panbianco". Esordì con la Montevarchi nella stagione 1953-1954 in Promozione prima di fare il grande salto.
Giocò come mediano per quattro stagioni in Serie A con la Fiorentina totalizzando complessivamente 18 presenze in massima serie. 
Ha vinto il primo scudetto della storia viola nel campionato di Serie A 1955-1956, seppur collezionando solamente 2 presenze, e un torneo internazionale, la Coppa Grasshoppers, nel 1957, trovandovi un buon minutaggio; perse la finale di Coppa Italia 1958, senza tuttavia giocarvi.

Le formazioni di Real Madrid e Fiorentina nella finale

Con i viola giocò titolare la finale di Coppa dei Campioni 1956-1957 contro il Real Madrid, sostituendo l'infortunato Giuseppe Chiappella e trovandosi a marcare il futuro Pallone d'oro Alfredo Di Stefano di fronte ai 124.000 spettatori dello Stadio Santiago Bernabeu; chiuse la stagione 1956-1957 con 11 presenze in Serie A, dove i viola arrivarono secondi, e 4 presenze nella coppa, per un totale di 15 presenze, il massimo da lui raggiunto in una singola annata con la squadra di Firenze.
Nel 1958 passa al Siena, dove resta per altre tre stagioni prima di chiudere la propria carriera da calciatore alla giovane età di 29 anni.
Aldo Scaramucci si è spento il 10 gennaio 2014, a Montevarchi, all'età di 80 anni.

## Palmarès
- Campionato italiano: 1

Fiorentina: 1955-1956
- Coppa Grasshoppers: 1

Fiorentina: 1957